# Antonio Gutiérrez de la Fuente
Antonio Gutiérrez de la Fuente (Huantajaya, Tarapacá, Virreinato del Perú, 8 de septiembre de 1796–Lima, 14 de marzo de 1878) fue un militar y político peruano. Luchó por la independencia del Perú. Fue Jefe Supremo del Perú por un breve periodo entre junio y septiembre de 1829. Fue amigo y aliado del mariscal Agustín Gamarra a quien sirvió como vicepresidente en su primer gobierno constitucional, y como tal, ocupó interinamente el poder en dos ocasiones: de septiembre a noviembre de 1829 y de septiembre de 1830 a abril de 1831. También ocupó el poder provisionalmente en dos oportunidades en 1839, durante la presidencia interina de Gamarra, previa a su segundo gobierno constitucional. Fue también Ministro de Guerra (1839-1841 y 1854-1855), presidente del Senado (1848-1849), Alcalde de Lima (1863-1866 y 1868-1869), entre otros cargos públicos que desempeñó.

## Síntesis biográfica
Sus padres fueron el español Luis Gutiérrez de Otero y Martínez del Campo y la tarapaqueña Manuela de la Fuente y Loayza. En 1809 viajó a la Capitanía General de Chile a completar sus estudios. Se alistó en el ejército español en 1813 al producirse la reacción realista contra el gobierno establecido por los patriotas chilenos. En 1817 fue capturado por las tropas de San Martín y enviado prisionero a Buenos Aires. Retornó al Perú, donde fue convencido por Torre Tagle de sumarse a la causa patriota tras la proclamación de la independencia de Trujillo (1820). Se alistó enseguida en el Ejército Libertador de José de San Martín. Luego sirvió a órdenes del Presidente José de la Riva Agüero, a quien traicionó y apresó, para sumarse a Bolívar (1823). Fue nombrado Prefecto de Trujillo. Se le encomendó la Comandancia de la Costa, por lo que no pudo estar en las batallas de Junín y Ayacucho (1824). Fue nombrado luego Prefecto de Arequipa (1825 - 1828). Participó activamente en el movimiento por el derrocamiento del Presidente José de La Mar y asumió la Presidencia Provisoria de la República con el título de Jefe Supremo, hasta que el general Agustín Gamarra tomó posesión del cargo (1829). Fue nombrado Vicepresidente y como tal ocupó interinamente el mando en dos ocasiones en que se ausentó Gamarra de la capital.
Expulsado por un motín promovido por la esposa de Gamarra (1831), retornó en 1834. Luchó a órdenes del Presidente Orbegoso durante la guerra civil entre orbegosistas y gamarristas. Nuevamente desterrado, pasó a Chile, desde donde regresó con la Expedición Restauradora que fue a combatir la Confederación Perú-Boliviana. Bajo el segundo gobierno de Agustín Gamarra (1839-1841) ejerció interinamente el poder en dos ocasiones en su condición de vicepresidente. Luego participó en la anarquía civil que siguió a la muerte de Gamarra, y fue ascendido a Gran Mariscal. Desterrado en 1843, volvió al Perú en 1844 y ejerció diversos cargos públicos. Fue senador por Lima, presidente del Senado, Prefecto de La Libertad, Ministro de Guerra.
Desterrado una vez más en 1855, retornó años después para radicar definitivamente en Lima. Fue Alcalde de Lima en dos oportunidades (1864-1866 y 1868-1869) y senador por Moquegua (1872-1876) y por Tarapacá (1876-1878). Falleció en 1878.

## Biografía

### En las filas realistas (1813-1820)
Gutiérrez de La Fuente tenía 13 años de edad cuando en 1809 se trasladó a la ciudad de Concepción en la Capitanía General de Chile, con el propósito de completar sus estudios. Estalló poco después la revuelta patriota que condujo a la proclamación de la independencia de dicho país (Patria Vieja).
Al producirse la reacción de los españoles, La Fuente pasó a Chillán y se incorporó al ejército realista con el grado de Alférez (1813). Era ya capitán cuando combatió en la Batalla de Talcahuano (1817), pero cayó herido y fue hecho prisionero por los patriotas de San Martín, que se lo trasladaron al depósito de las Bruscas, cerca de Buenos Aires, pero logró fugar hacia Montevideo y Río de Janeiro, pasando luego al Perú.
El 18 de mayo de 1819 se presentó en Lima ante el virrey Joaquín de la Pezuela, siendo destinado al Regimiento de Dragones del Perú con el grado de sargento Mayor, para defender la ciudad de Lambayeque.

### En las filas patriotas (1820-1824)

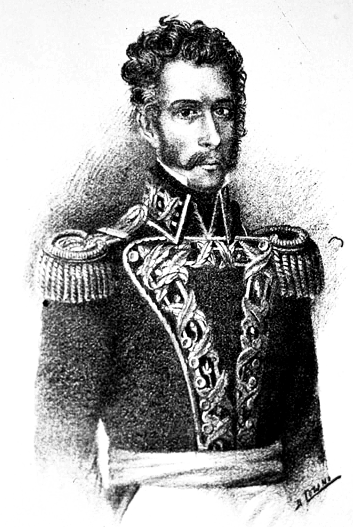
Antonio Gutiérrez de la Fuente. Grabado de Evaristo San Cristóval.

Se hallaba en Trujillo cuando el 29 de diciembre de 1820 el Marqués de Torre Tagle proclamó la independencia en dicha ciudad, cabeza de la Intendencia del mismo nombre. Emprendió entonces la retirada hacia Lima; pero fue detenido por un destacamento de patriotas, comandados por José Andrés Rázuri, y de vuelta a Trujillo, fue convencido por Torre Tagle para servir a la causa libertadora. En mayo de 1821 se incorporó en Huaura al ejército patriota que comandaba José de San Martín y fue reconocido en su grado militar. Participó luego en la marcha sobre Lima, el primer sitio del Callao y la campaña de Ica (1822); pero no se halló en el desastre de La Macacona por haber pasado a Lima en comisión.
Por su larga experiencia de viajes fue comisionado para ir a Buenos Aires a formar unas tropas de ataque contra las fuerzas realistas del Alto Perú. Pero demoró su partida y solo un año después, promovido ya al rango de Teniente Coronel, salió rumbo a Chile y Río de la Plata para solicitar ayuda económica y la organización de coordinadas operaciones militares en el sur del Perú.
De regreso al Perú (1823), tomó parte en el pronunciamiento del ejército contra la Junta Gubernativa y en la presión ejercida sobre el Congreso para obtener la elección de Riva Agüero. Siguió a este a Trujillo y, promovido a la clase de Coronel, asumió el mando de un Regimiento de Húsares. Con el arribo de Bolívar y las fuerzas grancolombianas al Perú surgió la disputa entre los patriotas peruanos por el gobierno.
La Fuente se trasladó a Huaraz para concertar con los emisarios de Bolívar una negociación a nombre de su jefe Riva Agüero. Pero luego traidoramente encabezó el alzamiento que depuso y apresó a Riva Agüero (25 de noviembre de 1823). No obstante, desobedeció las órdenes de fusilarlo y se limitó a desterrarlo. En mérito a esta acción recibió el ascenso a General de Brigada y asumió en 1824 la Prefectura de Trujillo.

### Prefecto de Trujillo y de Arequipa
Como Prefecto de Trujillo contribuyó eficazmente a la organización de la campaña libertadora. Mientras ésta se desarrollaba en la sierra, él tuvo que pasar a Lima e Ica como Comandante general de la costa, a fin de impedir la retirada del ejército realista, y por eso no se halló en las decisivas batallas de Junín y Ayacucho.
Luego tomó posesión de la prefectura de Arequipa (15 de mayo de 1825 al 19 de noviembre de 1828), al frente de la cual se hallaba cuando Bolívar le otorgó la medalla creada para honrar a quienes se hubiesen distinguido por los servicios prestados a la independencia, y el ascenso a General de División (1825). Favoreció la fundación del Colegio Nacional de la Independencia Americana y de la Universidad Nacional de San Agustín de Arequipa.

### Jefe Supremo del Perú (1829)
A su solicitud fue transferido al ejército, cuando se inició la Guerra con la Gran Colombia. Pero antes que entregarse de lleno a la defensa nacional, tenía otros planes. Junto con Agustín Gamarra (jefe del Ejército del Sur) y Andrés de Santa Cruz (embajador en Chile y luego presidente de Bolivia), formó una especie de triunvirato cuya misión fue promover la caída del presidente del Perú José de La Mar.
La Fuente demoró su partida hacia la frontera con la Gran Colombia, alegando que se le debía someter a juicio de residencia. Salió por fin de Arequipa, pero a su paso por Lima depuso al vicepresidente Manuel Salazar y Baquíjano, encargado del mando en ausencia del presidente La Mar, y asumió el gobierno con el título de Jefe Supremo (5 de junio de 1829). Pero no quiso permanecer en el poder y convocó al Congreso del cual formó parte como diputado por la provincia de Condesuyos, el cual aprobó indirectamente el golpe de Estado, al elegir como Presidente al Mariscal Gamarra y como vicepresidente a La Fuente (1 de septiembre de 1829).

### Encargado del mando entre 1829-1831

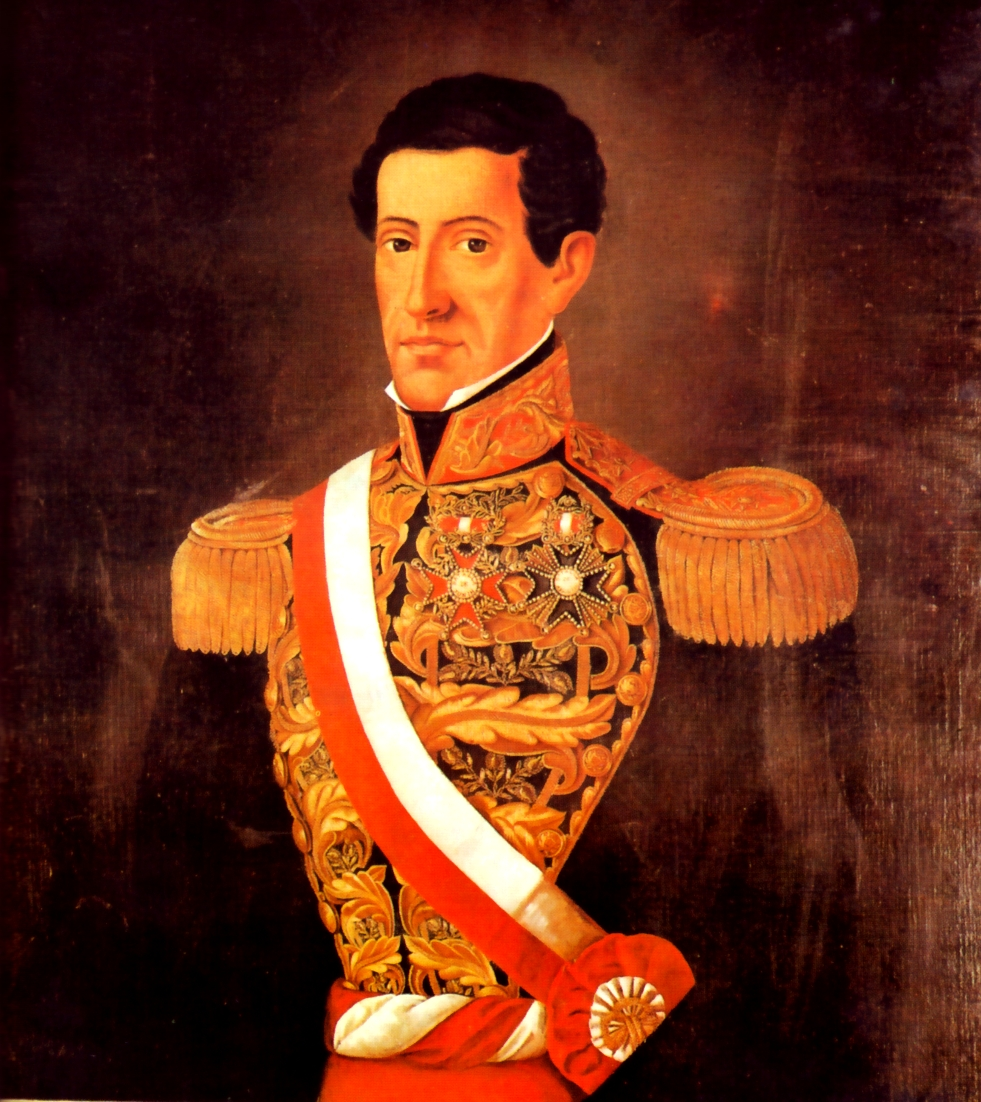
El Mariscal Agustín Gamarra, amigo y aliado de La Fuente.

Por ausencia del presidente Gamarra le tocó ejercer el mando en dos oportunidades:
- Del 21 de septiembre al 25 de noviembre de 1829, debido al viaje que hizo Gamarra por el arreglo de paz con la Gran Colombia; y
- Del 5 de septiembre de 1830 al 16 de abril de 1831, cuando Gamarra tuvo que viajar al Sur, debido a las contingencias que se suscitaron en la frontera boliviana.

Su aparente contubernio con comerciantes extranjeros para introducir mercancías al Perú en perjuicio de los productores nacionales causó malestar en Lima, lo que aprovechó su adversaria, la famosa Mariscala (esposa del presidente Gamarra) para encabezar una asonada contra él. La Fuente tuvo que huir sigilosamente escapándose por los techos de varias casas, perseguido por un pelotón de tropa. Llegado al Callao, se subió al navío Saint Lewis de bandera estadounidense (16 de abril de 1831).

A bordo, el oficial de guardia le preguntó el objeto de su visita, recibiendo por contestación que pedía asilo... Arreglado todo, descendieron a la cámara y le prepararon pronto los auxilios que naturalmente había menester un individuo que había navegado toda la noche a cielo descubierto. Sentados a la mesa, haciéndole el comandante los honores, rodó la conversación sobre un tópico consiguiente a la escena.

- ¡Ah, bien, general!  dijo el señor Sloat . Hace poco más de un año que yo fondeé en este puerto en el mismo momento en que usted marchaba a Lima a deponer al Vice presidente [Salazar y Baquíjano]. De estas cosas se dejan discípulos.

La Fuente partió hacia Venezuela.

### En la guerra civil de 1834

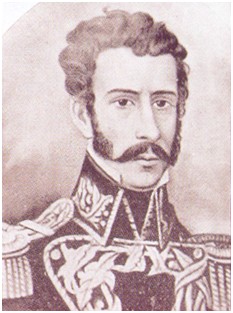
Grabado de La Fuente.

En enero de 1834 regresó al país, al iniciarse el gobierno provisorio de Luis de Orbegoso. Como jefe de Estado mayor participó en la debelación de la revolución del general Pedro Pablo Bermúdez que como jefe de los gamarristas usurpó el poder. Se halló en la Batalla de Huaylacucho (17 de abril de 1834) y en el Abrazo de Maquinhuayo (24 de abril de 1834), que puso fin a la revuelta. Pero pronto fue acusado de conspirar contra el gobierno y fue deportado a Guayaquil.
Intentó luego volver, presentándose en la rada del Callao con ánimo de explicar su conducta. El sargento Becerra se sublevó en las Fortaleza del Real Felipe invocando su nombre (1 de enero de 1835). Pero este motín fue sofocado rápidamente, de modo que La Fuente, huérfano de apoyo, continuó su viaje rumbo a Chile.

### En la guerra contra la Confederación Perú-Boliviana
Se encontraba en Chile cuando el gobierno de aquel país organizó la “Primera Expedición Restauradora” contra la Confederación Perú-Boliviana. La Fuente se alistó en ella encabezando al grupo de emigrados peruanos enemigos del protector Andrés de Santa Cruz. Los restauradores desembarcaron en Islay y acto seguido ingresaron a la ciudad de Arequipa, donde una Junta del Pueblo proclamó a La Fuente como Jefe Supremo (17 de octubre de 1837), cargo que ejerció solo nominalmente. Acorralados por las tropas confederadas de Santa Cruz, los restauradores se vieron obligados a firmar el Tratado de Paz de Paucarpata (17 de noviembre de 1837). La Fuente retornó a Chile al igual que el resto de la expedición chileno-peruana.
Habiendo sido desaprobado el Tratado de Paucarpata por el gobierno chileno, se envió una “Segunda Expedición Restauradora”, bajo el mando del general chileno Manuel Bulnes. La Fuente se enroló en esta nueva expedición, pero ya no como jefe de los peruanos pues como tal iba su viejo amigo Agustín Gamarra.
La expedición desembarcó en Ancón el 7 de agosto de 1838 y La Fuente fue nombrado Comandante de la vanguardia en la costa central; desde esa posición intervino en el combate de Portada de Guías y en la ocupación de Lima. Investido Gamarra como presidente provisorio, nombró a La Fuente como General en Jefe del Ejército Peruano y lo destacó a Trujillo para organizar los batallones que formarían dicho ejército.

### En el segundo gobierno de Gamarra
Tras el triunfo de los restauradores en la batalla de Yungay (20 de enero de 1839) La Fuente fue enviado a ocupar Lima, misión que cumplió sin mayor inconveniente. En dicha ciudad ejerció provisionalmente el mando supremo en dos ocasiones:
- Del 17 al 24 de febrero de 1839, en espera de la llegada del presidente Gamarra; y
- Del 23 de marzo a 6 de diciembre de 1839, mientras Gamarra permaneció en Huancayo para atender el funcionamiento del Congreso Constituyente y ciertos amagos en la frontera Sur.

Fue ministro de Guerra del 12 de diciembre de 1839 al 21 de mayo de 1840; pero se lanzó enseguida como candidato a la Presidencia de la República, en oposición a Gamarra. Éste fue ratificado en el gobierno, iniciando así su segundo período constitucional, y La Fuente siguió bajo su servicio. Llegó a ser director de la Casa de Moneda (octubre de 1839) y comandante general de los departamentos de Arequipa y Moquegua durante las acciones dirigidas contra la revolución “regeneradora” iniciada por el coronel Manuel Ignacio de Vivanco en Arequipa (1841).
Cuando Gamarra marchó sobre Bolivia, La Fuente quedó en Lima como General en Jefe y Comandante militar de los departamentos del Norte. Después de la batalla de Ingavi y la muerte de Gamarra (18 de noviembre de 1841), marchó al Sur para reorganizar las fuerzas peruanas y rechazar la invasión boliviana. Promovió luego la celebración de un tratado de paz con Bolivia (7 de junio de 1842).

### Durante la anarquía de 1842-43
Efectuado en Lima el pronunciamiento del general Juan Crisóstomo Torrico, La Fuente respaldó la autoridad del general Juan Francisco de Vidal, segundo vicepresidente del Consejo de Estado; y al triunfar su causa en la batalla de Agua Santa (17 de octubre de 1842), fue inmediatamente ascendido al rango de Gran Mariscal y nombrado ministro de Guerra. Transferido al Ministerio de Hacienda (15 de diciembre), lo atendió hasta que Manuel Ignacio de Vivanco instauró el gobierno del Directorio (15 de marzo de 1843) y, dado entonces de baja, salió nuevamente desterrado a Chile.

### Bajo los gobiernos de Castilla y Echenique

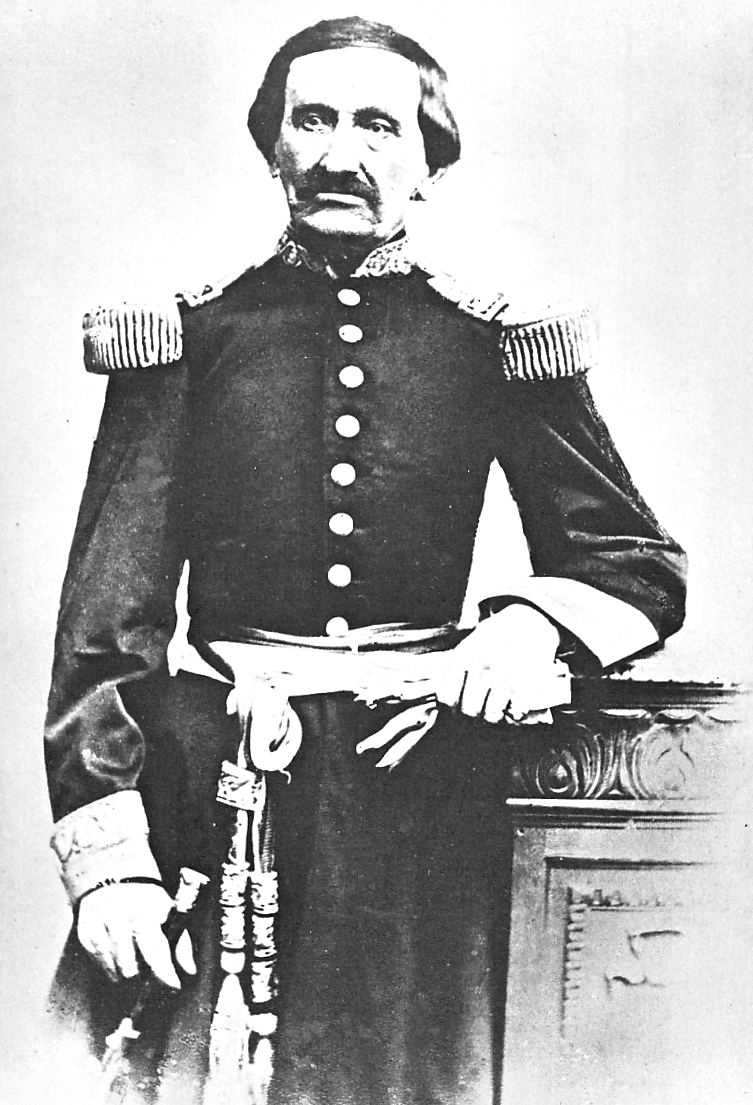
Antonio Gutiérrez de la Fuente. Foto del archivo Courret.

La Fuente volvió al Perú al ser restablecido el orden constitucional (agosto de 1844), que daría pase a los gobiernos sucesivos de Ramón Castilla (1845 - 1851) y de José Rufino Echenique (1851 - 1855).
Elegido senador por Lima (1845-1853), presidió el Senado en las legislaturas de 1848 y 1849. Transitoriamente ejerció, durante el mismo lapso, la prefectura del Departamento de La Libertad, la gobernación del Callao y la Comandancia General de la Marina (24 de abril de 1847); y el Ministerio de Guerra (7 de febrero de 1854 al 5 de enero de 1855).
Estuvo al lado de Echenique durante la guerra civil que estalló en 1854. Tras la derrota del bando gobiernista en la batalla de La Palma (5 de enero de 1855) se vio obligado a emigrar, una vez más, a Chile.

### Sus últimos años
Cuando regresó definitivamente al Perú tras dos años de destierro, era ya un hombre de avanzada edad. Aun así ocupó los cargos siguientes:
- Alcalde de Lima (del 18 de marzo de 1863 al 8 de enero de 1866);
- Presidente del Supremo Consejo de Guerra establecido en el Callao para asesorar al gobierno peruano durante el conflicto con España;
- Alcalde de Lima, por segunda vez (8 de enero de 1868 al 27 de marzo de 1869), pero con una interrupción motivada por haber sido llamado al despacho del Ministerio de Gobierno durante el mandato interino del general Pedro Diez Canseco (22 de enero al 2 de agosto de 1868); y
- Senador por Moquegua (1872-1876).[8][9]
- Senador por Tarapacá (1876-1878).[10]

Falleció el 14 de marzo de 1878, en la ciudad de Lima. Tenía entonces 81 años de edad.

## Juicio
El historiador Rubén Vargas Ugarte ha sido muy severo con Gutiérrez de la Fuente, a quien acusó de complotarse con Gamarra para provocar los reveses peruanos en la campaña terrestre de la Guerra contra la Gran Colombia, solo con el fin subalterno de provocar la caída del presidente La Mar.

…la historia verdadera no puede eximir de culpa a este mal hombre que sembró tantísimos males en la joven república peruana. Fue pérfido, falso de carácter y cobarde. Con Gamarra preparó las cosas para que el Perú perdiera la guerra contra el Ecuador (sic), creyendo ver en ello la ruina del presidente La Mar, a quien odiaban enconadamente, y no dejaron de intrigar hasta derrocarle por un golpe de mano el 15 de junio de 1829, estando el presidente dirigiendo la guerra contra el país del norte. La Fuente, en su desapoderada ambición de mando, pisoteó todos los derechos constitucionales; su actuación como político es incalificable, no obstante haber investido la banda presidencial del Perú… Toda su carrera la hizo más bien en los cuarteles y sus grados no los logró precisamente en el campo de batalla. Bolívar le hizo general de brigada por el solo hecho de haberse apoderado en Trujillo de la persona del presidente Riva Agüero, sin tomar en cuenta que ni siquiera había participado en la campaña de Ayacucho.

## Familia

### Ancestros
| \| \| \| \| \| \| \| \| \| \| \| \| \| \| \| \| \| \| \| \| 16. Juan Gutiérrez de Otero \| \| \| \| \| \| \| \| \| \| \| \| \| \| \| \| \| \| \| \| \| \| \| \| \| \| \| \| \| \| \| \| \| \| \| \| \| \| \| \| \| \| \| \| \| \| \| \| \| \| \| \| \| \| 8. Pedro Gutiérrez de Otero y Verde \| \| \| \| \| \| \| \| \| \| \| \| \| \| \| \| \| \| \| \| \| \| \| \| \| \| \| \| \| \| \| \| \| \| \| \| \| \| \| \| \| \| \| \| \| \| \| \| \| \| \| \| \| \| 17. Juliana Verde \| \| \| \| \| \| \| \| \| \| \| \| \| \| \| \| \| \| \| \| \| \| \| \| \| \| \| \| \| \| \| \| \| \| \| \| \| \| \| \| \| \| \| \| \| \| \| \| \| \| \| \| \| \| 4. Tomás Gutiérrez de Otero y Gómez de la Helguera \| \| \| \| \| \| \| \| \| \| \| \| \| \| \| \| \| \| \| \| \| \| \| \| \| \| \| \| \| \| \| \| \| \| \| \| \| \| \| \| \| \| \| \| \| \| \| \| \| \| \| \| \| \| 18. Lázaro Gómez de la Helguera \| \| \| \| \| \| \| \| \| \| \| \| \| \| \| \| \| \| \| \| \| \| \| \| \| \| \| \| \| \| \| \| \| \| \| \| \| \| \| \| \| \| \| \| \| \| \| \| \| \| \| \| \| \| 9. Josefa Gómez de la Helguera y Sáinz de la Maza \| \| \| \| \| \| \| \| \| \| \| \| \| \| \| \| \| \| \| \| \| \| \| \| \| \| \| \| \| \| \| \| \| \| \| \| \| \| \| \| \| \| \| \| \| \| \| \| \| \| \| \| \| \| 19. María Sáinz de la Maza \| \| \| \| \| \| \| \| \| \| \| \| \| \| \| \| \| \| \| \| \| \| \| \| \| \| \| \| \| \| \| \| \| \| \| \| \| \| \| \| \| \| \| \| \| \| \| \| \| \| \| \| \| \| 2. Luis Gutiérrez de Otero y Martínez del Campo \| \| \| \| \| \| \| \| \| \| \| \| \| \| \| \| \| \| \| \| \| \| \| \| \| \| \| \| \| \| \| \| \| \| \| \| \| \| \| \| \| \| \| \| \| \| \| \| \| \| \| \| \| \| 20. Miguel Martínez del Campo y Zorrilla \| \| \| \| \| \| \| \| \| \| \| \| \| \| \| \| \| \| \| \| \| \| \| \| \| \| \| \| \| \| \| \| \| \| \| \| \| \| \| \| \| \| \| \| \| \| \| \| \| \| \| \| \| \| 10. Juan Martínez del Campo y García del Escajal \| \| \| \| \| \| \| \| \| \| \| \| \| \| \| \| \| \| \| \| \| \| \| \| \| \| \| \| \| \| \| \| \| \| \| \| \| \| \| \| \| \| \| \| \| \| \| \| \| \| \| \| \| \| 21. Catalina García del Escajal Santayana \| \| \| \| \| \| \| \| \| \| \| \| \| \| \| \| \| \| \| \| \| \| \| \| \| \| \| \| \| \| \| \| \| \| \| \| \| \| \| \| \| \| \| \| \| \| \| \| \| \| \| \| \| \| 5. Josefa Martínez del Campo y Gómez de Helguera \| \| \| \| \| \| \| \| \| \| \| \| \| \| \| \| \| \| \| \| \| \| \| \| \| \| \| \| \| \| \| \| \| \| \| \| \| \| \| \| \| \| \| \| \| \| \| \| \| \| \| \| \| \| 11. Juliana Gómez de Helguera Guerra \| \| \| \| \| \| \| \| \| \| \| \| \| \| \| \| \| \| \| \| \| \| \| \| \| \| \| \| \| \| \| \| \| \| \| \| \| \| \| \| \| \| \| \| \| \| \| \| \| \| \| \| \| \| 1. Antonio Gutiérrez de la Fuente \| \| \| \| \| \| \| \| \| \| \| \| \| \| \| \| \| \| \| \| \| \| \| \| \| \| \| \| \| \| \| \| \| \| \| \| \| \| \| \| \| \| \| \| \| \| \| \| \| \| \| \| \| \| 24. Juan de la Fuente y Haro \| \| \| \| \| \| \| \| \| \| \| \| \| \| \| \| \| \| \| \| \| \| \| \| \| \| \| \| \| \| \| \| \| \| \| \| \| \| \| \| \| \| \| \| \| \| \| \| \| \| \| \| \| \| 12. Juan Basilio Agustín de la Fuente Haro y López de Aller \| \| \| \| \| \| \| \| \| \| \| \| \| \| \| \| \| \| \| \| \| \| \| \| \| \| \| \| \| \| \| \| \| \| \| \| \| \| \| \| \| \| \| \| \| \| \| \| \| \| \| \| \| \| 25. Juana López de Aller y Guevara \| \| \| \| \| \| \| \| \| \| \| \| \| \| \| \| \| \| \| \| \| \| \| \| \| \| \| \| \| \| \| \| \| \| \| \| \| \| \| \| \| \| \| \| \| \| \| \| \| \| \| \| \| \| 6. Josef Basilio de la Fuente Haro y Loayza \| \| \| \| \| \| \| \| \| \| \| \| \| \| \| \| \| \| \| \| \| \| \| \| \| \| \| \| \| \| \| \| \| \| \| \| \| \| \| \| \| \| \| \| \| \| \| \| \| \| \| \| \| \| 26. Gaspar Jacinto de Loayza Valdez y Ondegardo, III señor de la Umbría de Ayala \| \| \| \| \| \| \| \| \| \| \| \| \| \| \| \| \| \| \| \| \| \| \| \| \| \| \| \| \| \| \| \| \| \| \| \| \| \| \| \| \| \| \| \| \| \| \| \| \| \| \| \| \| \| 13. Teresa de Loayza y Fernández de Cordova \| \| \| \| \| \| \| \| \| \| \| \| \| \| \| \| \| \| \| \| \| \| \| \| \| \| \| \| \| \| \| \| \| \| \| \| \| \| \| \| \| \| \| \| \| \| \| \| \| \| \| \| \| \| 27. Mayor Fernández de Córdova y Morales \| \| \| \| \| \| \| \| \| \| \| \| \| \| \| \| \| \| \| \| \| \| \| \| \| \| \| \| \| \| \| \| \| \| \| \| \| \| \| \| \| \| \| \| \| \| \| \| \| \| \| \| \| \| 3. Manuela de la Fuente y Loayza \| \| \| \| \| \| \| \| \| \| \| \| \| \| \| \| \| \| \| \| \| \| \| \| \| \| \| \| \| \| \| \| \| \| \| \| \| \| \| \| \| \| \| \| \| \| \| \| \| \| \| \| \| \| 28. Juan de Loayza Valdez y Fernández de Córdova, IV señor de la Umbría de Ayala \| \| \| \| \| \| \| \| \| \| \| \| \| \| \| \| \| \| \| \| \| \| \| \| \| \| \| \| \| \| \| \| \| \| \| \| \| \| \| \| \| \| \| \| \| \| \| \| \| \| \| \| \| \| 14. Bartolomé Luis de Loayza Valdez y Quiroga, V señor de la Umbría de Ayala \| \| \| \| \| \| \| \| \| \| \| \| \| \| \| \| \| \| \| \| \| \| \| \| \| \| \| \| \| \| \| \| \| \| \| \| \| \| \| \| \| \| \| \| \| \| \| \| \| \| \| \| \| \| 29. Catalina Felipa de Quiroga y Osorio \| \| \| \| \| \| \| \| \| \| \| \| \| \| \| \| \| \| \| \| \| \| \| \| \| \| \| \| \| \| \| \| \| \| \| \| \| \| \| \| \| \| \| \| \| \| \| \| \| \| \| \| \| \| 7. María Jacinta Nicolasa de Loayza y Portocarrero Calderón \| \| \| \| \| \| \| \| \| \| \| \| \| \| \| \| \| \| \| \| \| \| \| \| \| \| \| \| \| \| \| \| \| \| \| \| \| \| \| \| \| \| \| \| \| \| \| \| \| \| \| \| \| \| 30. Francisco Portocarrero y Calderón \| \| \| \| \| \| \| \| \| \| \| \| \| \| \| \| \| \| \| \| \| \| \| \| \| \| \| \| \| \| \| \| \| \| \| \| \| \| \| \| \| \| \| \| \| \| \| \| \| \| \| \| \| \| 15. Valeriana de Portocarrero Calderón y Salgado de Araujo \| \| \| \| \| \| \| \| \| \| \| \| \| \| \| \| \| \| \| \| \| \| \| \| \| \| \| \| \| \| \| \| \| \| \| \| \| \| \| \| \| \| \| \| \| \| \| \| \| \| \| \| \| \| 31. Manuela Salgado de Araujo \| \| \| \| \| \| \| \| \| \| \| \| \| \| \| \| \| \| \| \| \| \| \| \| \| \| \| \| \| \| \| \| \| \| \| \| \| \| \| \| \| \| \| \| \| \| \| \| \| \| \| \| |                                                                                  |  |  |  |  |  |  |  |  |  |  |  |  |  |  |  |
| |                                                                                  |  |  |  |  |  |  |  |  |  |  |  |  |  |  |  |
| | 16. Juan Gutiérrez de Otero                                                      |  |  |  |  |  |  |  |  |  |  |  |  |  |  |  |
| |                                                                                  |  |  |  |  |  |  |  |  |  |  |  |  |  |  |  |
| |                                                                                  |  |  |  |  |  |  |  |  |  |  |  |  |  |  |  |
| | 8. Pedro Gutiérrez de Otero y Verde                                              |  |  |  |  |  |  |  |  |  |  |  |  |  |  |  |
| |                                                                                  |  |  |  |  |  |  |  |  |  |  |  |  |  |  |  |
| |                                                                                  |  |  |  |  |  |  |  |  |  |  |  |  |  |  |  |
| | 17. Juliana Verde                                                                |  |  |  |  |  |  |  |  |  |  |  |  |  |  |  |
| |                                                                                  |  |  |  |  |  |  |  |  |  |  |  |  |  |  |  |
| |                                                                                  |  |  |  |  |  |  |  |  |  |  |  |  |  |  |  |
| | 4. Tomás Gutiérrez de Otero y Gómez de la Helguera                               |  |  |  |  |  |  |  |  |  |  |  |  |  |  |  |
| |                                                                                  |  |  |  |  |  |  |  |  |  |  |  |  |  |  |  |
| |                                                                                  |  |  |  |  |  |  |  |  |  |  |  |  |  |  |  |
| | 18. Lázaro Gómez de la Helguera                                                  |  |  |  |  |  |  |  |  |  |  |  |  |  |  |  |
| |                                                                                  |  |  |  |  |  |  |  |  |  |  |  |  |  |  |  |
| |                                                                                  |  |  |  |  |  |  |  |  |  |  |  |  |  |  |  |
| | 9. Josefa Gómez de la Helguera y Sáinz de la Maza                                |  |  |  |  |  |  |  |  |  |  |  |  |  |  |  |
| |                                                                                  |  |  |  |  |  |  |  |  |  |  |  |  |  |  |  |
| |                                                                                  |  |  |  |  |  |  |  |  |  |  |  |  |  |  |  |
| | 19. María Sáinz de la Maza                                                       |  |  |  |  |  |  |  |  |  |  |  |  |  |  |  |
| |                                                                                  |  |  |  |  |  |  |  |  |  |  |  |  |  |  |  |
| |                                                                                  |  |  |  |  |  |  |  |  |  |  |  |  |  |  |  |
| | 2. Luis Gutiérrez de Otero y Martínez del Campo                                  |  |  |  |  |  |  |  |  |  |  |  |  |  |  |  |
| |                                                                                  |  |  |  |  |  |  |  |  |  |  |  |  |  |  |  |
| |                                                                                  |  |  |  |  |  |  |  |  |  |  |  |  |  |  |  |
| | 20. Miguel Martínez del Campo y Zorrilla                                         |  |  |  |  |  |  |  |  |  |  |  |  |  |  |  |
| |                                                                                  |  |  |  |  |  |  |  |  |  |  |  |  |  |  |  |
| |                                                                                  |  |  |  |  |  |  |  |  |  |  |  |  |  |  |  |
| | 10. Juan Martínez del Campo y García del Escajal                                 |  |  |  |  |  |  |  |  |  |  |  |  |  |  |  |
| |                                                                                  |  |  |  |  |  |  |  |  |  |  |  |  |  |  |  |
| |                                                                                  |  |  |  |  |  |  |  |  |  |  |  |  |  |  |  |
| | 21. Catalina García del Escajal Santayana                                        |  |  |  |  |  |  |  |  |  |  |  |  |  |  |  |
| |                                                                                  |  |  |  |  |  |  |  |  |  |  |  |  |  |  |  |
| |                                                                                  |  |  |  |  |  |  |  |  |  |  |  |  |  |  |  |
| | 5. Josefa Martínez del Campo y Gómez de Helguera                                 |  |  |  |  |  |  |  |  |  |  |  |  |  |  |  |
| |                                                                                  |  |  |  |  |  |  |  |  |  |  |  |  |  |  |  |
| |                                                                                  |  |  |  |  |  |  |  |  |  |  |  |  |  |  |  |
| | 11. Juliana Gómez de Helguera Guerra                                             |  |  |  |  |  |  |  |  |  |  |  |  |  |  |  |
| |                                                                                  |  |  |  |  |  |  |  |  |  |  |  |  |  |  |  |
| |                                                                                  |  |  |  |  |  |  |  |  |  |  |  |  |  |  |  |
| | 1. Antonio Gutiérrez de la Fuente                                                |  |  |  |  |  |  |  |  |  |  |  |  |  |  |  |
| |                                                                                  |  |  |  |  |  |  |  |  |  |  |  |  |  |  |  |
| |                                                                                  |  |  |  |  |  |  |  |  |  |  |  |  |  |  |  |
| | 24. Juan de la Fuente y Haro                                                     |  |  |  |  |  |  |  |  |  |  |  |  |  |  |  |
| |                                                                                  |  |  |  |  |  |  |  |  |  |  |  |  |  |  |  |
| |                                                                                  |  |  |  |  |  |  |  |  |  |  |  |  |  |  |  |
| | 12. Juan Basilio Agustín de la Fuente Haro y López de Aller                      |  |  |  |  |  |  |  |  |  |  |  |  |  |  |  |
| |                                                                                  |  |  |  |  |  |  |  |  |  |  |  |  |  |  |  |
| |                                                                                  |  |  |  |  |  |  |  |  |  |  |  |  |  |  |  |
| | 25. Juana López de Aller y Guevara                                               |  |  |  |  |  |  |  |  |  |  |  |  |  |  |  |
| |                                                                                  |  |  |  |  |  |  |  |  |  |  |  |  |  |  |  |
| |                                                                                  |  |  |  |  |  |  |  |  |  |  |  |  |  |  |  |
| | 6. Josef Basilio de la Fuente Haro y Loayza                                      |  |  |  |  |  |  |  |  |  |  |  |  |  |  |  |
| |                                                                                  |  |  |  |  |  |  |  |  |  |  |  |  |  |  |  |
| |                                                                                  |  |  |  |  |  |  |  |  |  |  |  |  |  |  |  |
| | 26. Gaspar Jacinto de Loayza Valdez y Ondegardo, III señor de la Umbría de Ayala |  |  |  |  |  |  |  |  |  |  |  |  |  |  |  |
| |                                                                                  |  |  |  |  |  |  |  |  |  |  |  |  |  |  |  |
| |                                                                                  |  |  |  |  |  |  |  |  |  |  |  |  |  |  |  |
| | 13. Teresa de Loayza y Fernández de Cordova                                      |  |  |  |  |  |  |  |  |  |  |  |  |  |  |  |
| |                                                                                  |  |  |  |  |  |  |  |  |  |  |  |  |  |  |  |
| |                                                                                  |  |  |  |  |  |  |  |  |  |  |  |  |  |  |  |
| | 27. Mayor Fernández de Córdova y Morales                                         |  |  |  |  |  |  |  |  |  |  |  |  |  |  |  |
| |                                                                                  |  |  |  |  |  |  |  |  |  |  |  |  |  |  |  |
| |                                                                                  |  |  |  |  |  |  |  |  |  |  |  |  |  |  |  |
| | 3. Manuela de la Fuente y Loayza                                                 |  |  |  |  |  |  |  |  |  |  |  |  |  |  |  |
| |                                                                                  |  |  |  |  |  |  |  |  |  |  |  |  |  |  |  |
| |                                                                                  |  |  |  |  |  |  |  |  |  |  |  |  |  |  |  |
| | 28. Juan de Loayza Valdez y Fernández de Córdova, IV señor de la Umbría de Ayala |  |  |  |  |  |  |  |  |  |  |  |  |  |  |  |
| |                                                                                  |  |  |  |  |  |  |  |  |  |  |  |  |  |  |  |
| |                                                                                  |  |  |  |  |  |  |  |  |  |  |  |  |  |  |  |
| | 14. Bartolomé Luis de Loayza Valdez y Quiroga, V señor de la Umbría de Ayala     |  |  |  |  |  |  |  |  |  |  |  |  |  |  |  |
| |                                                                                  |  |  |  |  |  |  |  |  |  |  |  |  |  |  |  |
| |                                                                                  |  |  |  |  |  |  |  |  |  |  |  |  |  |  |  |
| | 29. Catalina Felipa de Quiroga y Osorio                                          |  |  |  |  |  |  |  |  |  |  |  |  |  |  |  |
| |                                                                                  |  |  |  |  |  |  |  |  |  |  |  |  |  |  |  |
| |                                                                                  |  |  |  |  |  |  |  |  |  |  |  |  |  |  |  |
| | 7. María Jacinta Nicolasa de Loayza y Portocarrero Calderón                      |  |  |  |  |  |  |  |  |  |  |  |  |  |  |  |
| |                                                                                  |  |  |  |  |  |  |  |  |  |  |  |  |  |  |  |
| |                                                                                  |  |  |  |  |  |  |  |  |  |  |  |  |  |  |  |
| | 30. Francisco Portocarrero y Calderón                                            |  |  |  |  |  |  |  |  |  |  |  |  |  |  |  |
| |                                                                                  |  |  |  |  |  |  |  |  |  |  |  |  |  |  |  |
| |                                                                                  |  |  |  |  |  |  |  |  |  |  |  |  |  |  |  |
| | 15. Valeriana de Portocarrero Calderón y Salgado de Araujo                       |  |  |  |  |  |  |  |  |  |  |  |  |  |  |  |
| |                                                                                  |  |  |  |  |  |  |  |  |  |  |  |  |  |  |  |
| |                                                                                  |  |  |  |  |  |  |  |  |  |  |  |  |  |  |  |
| | 31. Manuela Salgado de Araujo                                                    |  |  |  |  |  |  |  |  |  |  |  |  |  |  |  |
| |                                                                                  |  |  |  |  |  |  |  |  |  |  |  |  |  |  |  |
| |                                                                                  |  |  |  |  |  |  |  |  |  |  |  |  |  |  |  |

### Matrimonio y descendencia
Se casó con Mercedes Subirat y Cossío, hija del español Juan de Subirat y Crominals y nieta del comandante general Fernando de Cossío. Entre sus hijos estuvieron:
- Santa Cruz Gutiérrez de la Fuente y Subirat, casado con Carolina Isabel Hoyle Moreno (1833-1856).
- Máxima Amalia Gutiérrez de la Fuente y Subirat, casada con José Antonio Barrenechea (1829-1889), canciller de la República.